# Electroretard
Electroretard – trzynasty album studyjny zespołu Melvins wydany w 2001 roku przez firmę Man’s Ruin Records. 

## Lista utworów
1. "Shit Storm" 	Melvins 	4:06
2. "Youth of America" 	Sage 	9:16
3. "Gluey Porch Treatments" 	Osborne 	0:47
4. "Revolve" 	Deutrom, Osborne 	4:20
5. "Missing" 	Cows 	4:09
6. "Lovely Butterflies" 	Melvins 	6:02
7. "Tipping the Lion" 	Osborne 	3:47
8. "Interstellar Overdrive" 	Barrett 	9:49

## Twórcy
The Melvins
- King Buzzo - śpiew, gitara
- Dale Crover - perkusja, gitara, wokal wspierający, organy
- Kevin Rutmanis - gitara basowa, slide bas, harmonijka, wokal wspierający
- Mark Deutrom - gitara basowa utworach "Shit Storm", "Tipping the Lion" i "Interstellar Overdrive"

- Tim Green - dźwiękowiec w 1-6
- Michael Rozon - mixing w 1-6
- Joe Barresi - dźwiękowiec w 7-8, mixing w 7-8
- John Golden - mastering
- Frank Kozik - okładka